# Hugo Chavez International Airport
Hugo Chavez International Airport är en flygplats i Haiti. Den ligger i den norra delen av landet, 130 km norr om huvudstaden Port-au-Prince. Hugo Chavez International Airport ligger 3 meter över havet. Arean är 2,5 kvadratkilometer.
Terrängen runt Hugo Chavez International Airport är platt åt sydost, men åt nordväst är den kuperad. Havet är nära Hugo Chavez International Airport åt nordost. Runt Hugo Chavez International Airport är det tätbefolkat, med 297 invånare per kvadratkilometer. Närmaste större samhälle är Okap, 3,0 km norr om Hugo Chavez International Airport. Omgivningarna runt Hugo Chavez International Airport är en mosaik av jordbruksmark och naturlig växtlighet.